# Laghman (tỉnh)

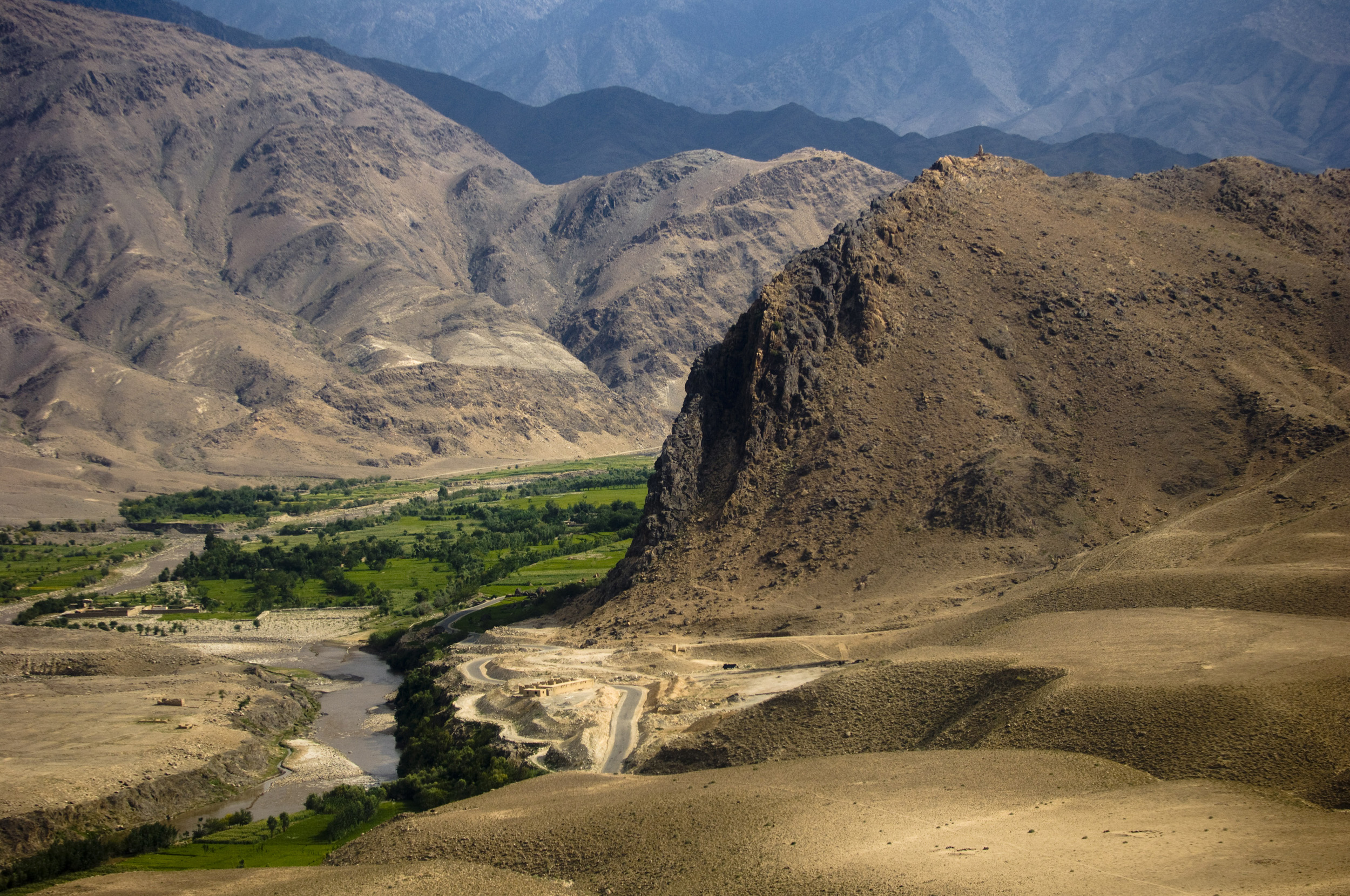
Laghman

Laghman (tiếng Ba Tư / tiếng Pashto: لغمان) là một trong 34 tỉnh của Afghanistan. Nằm ở phần phía đông của Afghanistan, tỉnh lỵ là Mehtar Lam.
Trong cuộc xâm lược của Alexander Đại đế, khu vực này được biết đến như Lampaka. Trong thế kỷ thứ bảy, Huyền Trang, đã đến thăm khu vực này và báo cáo rằng "rất ít" của các cư dân của Laghman theo Phật giáo, trong khi một số theo sau Ấn Độ giáo.
Laghman là một trung tâm của Mahayanist Phật giáo và các ghi chép của Huyền Trang.
Trong xứ Lampa (Laghman) có khoảng 10 tu viện Phật giáo